# Horvát férfi kézilabda-bajnokság (első osztály)
A Premijer liga a legmagasabb osztályú horvát férfi kézilabda-bajnokság. A bajnokságot 1992 óta rendezik meg. Jelenleg tizenhat csapat játszik a bajnokságban, a legeredményesebb klub, egyben a címvédő az RK (Badel, Croatia banka) Zagreb. A 2002-es bajnokságot az RK Metković nyerte, de később elvették tőle.

## Kispályás bajnokságok
| Év   | 1. hely                                           | 2. hely                                           | 3. hely                                           |
| ---- | ------------------------------------------------- | ------------------------------------------------- | ------------------------------------------------- |
| 1992 | Badel Zagreb                                      | Zamet Rijeka                                      | Medveščak Zagreb                                  |
| 1993 | Badel Zagreb                                      | Medveščak Zagreb                                  | RK Umag                                           |
| 1994 | Badel Zagreb                                      | RK Umag                                           | Medveščak Zagreb                                  |
| 1995 | Badel Zagreb                                      | Gortan Zadar                                      | RK Sisak                                          |
| 1996 | Croatia banka Zagreb                              | RK Karlovac                                       | Moslavina Kutina                                  |
| 1997 | Badel Zagreb                                      | RK Split                                          | RK Karlovac                                       |
| 1998 | Badel Zagreb                                      | RK Split                                          | Zamet Rijeka                                      |
| 1999 | Badel Zagreb                                      | RK Metković                                       | Zamet Rijeka                                      |
| 2000 | Badel Zagreb                                      | RK Metković                                       | RK Split                                          |
| 2001 | RK Zagreb                                         | RK Metković                                       | RK Split                                          |
| 2002 | RK Zagreb                                         | RK Metković                                       | Medveščak Zagreb                                  |
| 2003 | RK Zagreb                                         | RK Metković                                       | Medveščak Zagreb                                  |
| 2004 | RK Zagreb                                         | RK Metković                                       | RK Čakovec                                        |
| 2005 | RK Zagreb                                         | RK Metković                                       | RK Čakovec                                        |
| 2006 | RK Zagreb                                         | RK Čakovec                                        | Medveščak Zagreb                                  |
| 2007 | RK Zagreb                                         | RK Osijek                                         | RK Čakovec                                        |
| 2008 | RK Zagreb                                         | RK Čakovec                                        | RK Našice                                         |
| 2009 | RK Zagreb                                         | RK Našice                                         | RK Metković                                       |
| 2010 | RK Zagreb                                         | RK Našice                                         | RK Sisak                                          |
| 2011 | RK Zagreb                                         | RK Našice                                         | RK Bjelovar                                       |
| 2012 | RK Zagreb                                         | RK Našice                                         | RK Sisak                                          |
| 2013 | RK Zagreb                                         | RK Našice                                         | RK Poreč                                          |
| 2014 | RK Zagreb                                         | RK Našice                                         | GRK Varaždin                                      |
| 2015 | RK Zagreb                                         | RK Našice                                         | GRK Varaždin                                      |
| 2016 | RK Zagreb                                         | RK Našice                                         | GRK Varaždin                                      |
| 2017 | RK Zagreb                                         | RK Našice                                         | Dubrava Zagreb                                    |
| 2018 | RK Zagreb                                         | RK Našice                                         | Dubrava Zagreb                                    |
| 2019 | RK Zagreb                                         | RK Našice                                         | Dubrava Zagreb                                    |
| 2020 | A koronavírus-járvány miatt nem avattak bajnokot. | A koronavírus-járvány miatt nem avattak bajnokot. | A koronavírus-járvány miatt nem avattak bajnokot. |
| 2021 | RK Zagreb                                         | RK Našice                                         | RK Poreč                                          |
| 2022 | RK Zagreb                                         | RK Našice                                         | RK Sesvete                                        |
| 2023 | RK Zagreb                                         | RK Našice                                         | RK Sesvete                                        |
| 2024 | RK Zagreb                                         | RK Našice                                         | RK Sesvete                                        |
| 2025 | RK Zagreb                                         | RK Našice                                         | RK Sesvete                                        |

## Lásd még
- Horvát női kézilabda-bajnokság (első osztály)
- Jugoszláv férfi kézilabda-bajnokság (első osztály)